# Laura Rafferty
Laura Rafferty, née le 29 avril 1996 à Southampton, est une footballeuse internationale nord-irlandaise qui joue au poste de défenseur au Rangers.

## Biographie

### En club
Elle remporte la Coupe d'Angleterre avec Chelsea en 2015.
Elle remporte également le championnat d'Angleterre avec Chelsea la même année.
En septembre 2020, elle rejoint Bristol City sous forme de prêt pour la saison 2020-21. Bristol City terminera dernier de la FA Women's Super League et est relégué en FA Women's Championship.
Le 5 juillet 2021, Rafferty rejoint Southampton, en troisième division, après avoir été libéré par Brighton & Hove Albion.

### En équipe nationale
Elle fait ses débuts avec la sélection nord irlandaise le 5 avril 2014 contre la Suède.
Revenue d'une blessure de longue durée, elle participe aux barrages de l'Euro 2022 contre l'Ukraine. L'Irlande du Nord s'impose 4-1 sur l'ensemble des deux matchs, qualifiant l'équipe pour l'Euro 2022. C'est la première fois que l'Irlande du Nord se qualifie pour un tournoi international majeur.
Le 27 juin 2022, elle est sélectionnée par Kenny Shiels pour disputer l'Euro 2022.

## Palmarès
- Vainqueur de la Coupe d'Angleterre en 2015 avec Chelsea
- Vainqueur du Championnat d'Angleterre en 2015 avec Chelsea